# Hohenofen (Sonneberg)
Hohenofen und Haselbach bilden einen Ortsteil der Stadt Sonneberg im Landkreis Sonneberg in Thüringen.

## Lage

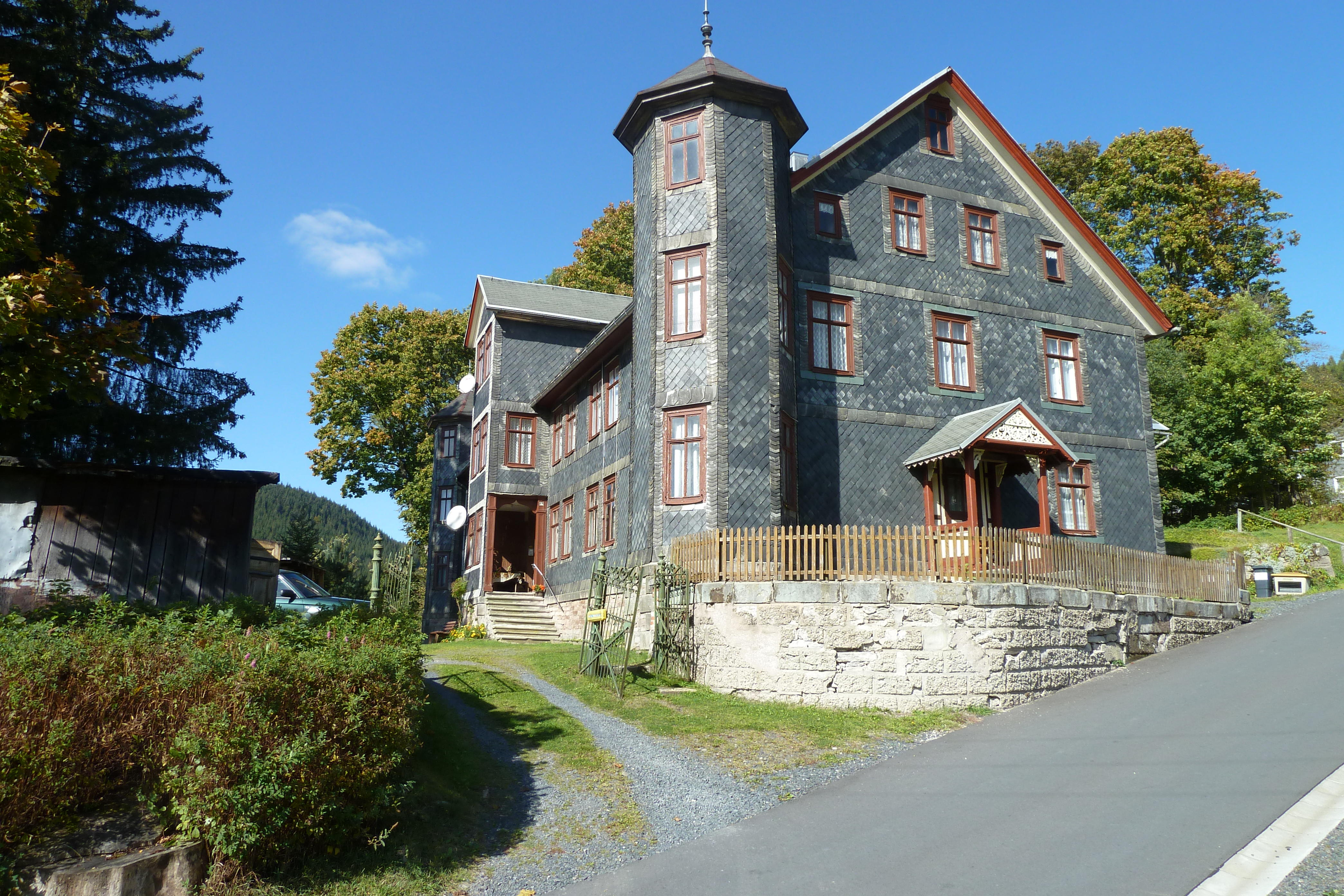
Herrenhaus

Die historische Ortslage Hohenofens liegt nördlich von Haselbach auf einem nach Süden orientierten schmalen Sporn am Oberlauf des Haselbachs. Das sich nach Norden zu stetig verengende Bergtal liegt auf der Südseite des zentralen Thüringer Schiefergebirges. Mit der raschen Ausdehnung der Siedlungen und Gewerbeflächen bereits im 19. Jahrhundert erfolgte eine Verschmelzung der Ortsteile. Durch den Ort verläuft heute ein Abschnitt der Landesstraße 2658.

## Geschichte
Hochofen wurde erstmals am 13. August 1678 urkundlich erwähnt.
Ende des 17. Jahrhunderts errichteten die Erben des Hammerwerksbesitzers Baumann in Friedrichsthal am Ausgang des Giftiggrundes einen Hochofen für ihre Werke. Um die Hochofenanlage entstand die kleine Siedlung Hohenofen, die wie das benachbarte Vorwerk, zum Amt Gräfenthal gehörte. Der Rögitzfluss im Giftiggrund bildete damals eine natürliche Grenze.
Am 17. März 1827 erteilte Herzog Bernhard von Sachsen-Meiningen an den Landrat Müller die Genehmigung zum Bau einer Tafelglashütte auf dem Gelände des ehemaligen Baumannschen Hochofens, die zu Ehren der Herzogin und Landesmutter „Marienthal“ genannt wurde. In dieser Glashütte wurde ein besonders gutes und gesuchtes Tafelglas produziert. 1849 bestand Marienthal aus zwei Wohnhäusern und einem sogenannten Werkhaus. Es beherbergte 46 Einwohner, meistens böhmische Tafelglasmacher. Heute ist von der Marienglashütte nur noch das „Herrenhaus“ erhalten. Es beherbergt einen Gottesdienstraum, der von der Gemeinde in den Wintermonaten genutzt wird. Auf dem Gelände der Hütte entstand eine Parkanlage mit Spiel- und Parkplatz. Neben der Tafelglasfabrikation lebten viele Einwohner des Ortes auch von der Griffelmacherei.
Hohenofen besaß ein eigenes Schulgebäude, das 1849 entstand und heute einer Glasbläserfamilie gehört. An das Schulgebäude schloss sich zu DDR-Zeiten eine Rollerstrecke an. Viele Mädchen und Jungen trainierten dort Skilanglauf. Einigen gelang es, an die Sportschulen Thüringens zu kommen.
Um 1800 wurde der benachbarte Weiler Vorwerk eingegliedert.
Hohenofen gehörte zum Landkreis Saalfeld und wurde am 1. Oktober 1922 nach Haselbach (Landkreis Sonneberg) eingemeindet und kam dann mit Haselbach am 1. Januar 1997 zu der neuen Gemeinde „Oberland am Rennsteig“. Zum 31. Dezember 2013 wurde diese wiederum nach Sonneberg eingegliedert.